# Список національних парків Франції

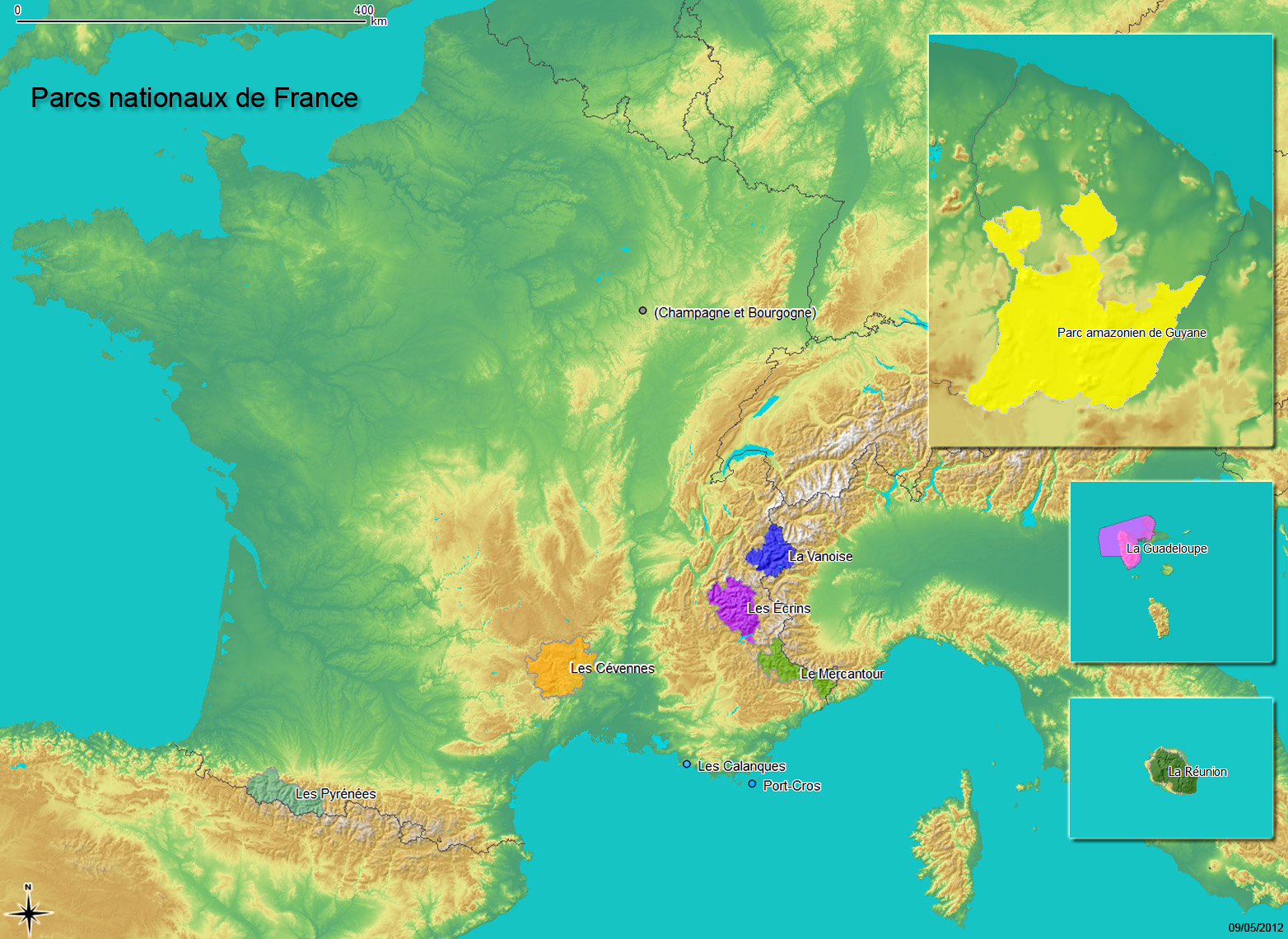
Національні парки Франції

Система національних парків Франції складається з десяти парків, розташованих як в європейській Франції, так і на її заморських територіях . Парками завідує урядова аґенція - Управління національних парків Франції (фр. Parcs Nationaux de France ). Парки займають 2% території європейської Франції; їх відвідують 7 мільйонів чоловік на рік.
У Франції існує також структура регіональних природних парків, запроваджена законом від 1 березня 1967 року. Регіональні природні парки створюються за угодою між місцевою владою і центральним урядом, і їхня територія переглядається кожні 10 років. Станом на 2009 рік у Франції існують 49 регіональних природних парків.

## Національні парки
|  | №  | Українська назва   | Оригінальна назва              | Площа, км² | Рік одержання статусу |
|  | -- | ------------------ | ------------------------------ | ---------- | --------------------- |
|  | 1  | Вануаз             | Parc national de la Vanoise    | 528,39     | 1963                  |
|  | 2  | Гваделупа          | Parc national de la Guadeloupe | 173        | 1989                  |
|  | 3  | Гвіанська Амазонія | Parc amazonien de Guyane       | 34 000     | 2007                  |
|  | 4  | Меркантур          | Parc national du Mercantour    | 685        | 1979                  |
|  | 5  | Пор-Кро            | Parc national de Port-Cros     | 20         | 1963                  |
|  | 6  | Піренеї            | Parc National des Pyrénées     | 457        | 1967                  |
|  | 7  | Реюньйон           | Parc national de La Réunion    | 173        | 2007                  |
|  | 8  | Севенн             | Parc national des Cévennes     | 913        | 1970                  |
|  | 9  | Екрен              | Parc national des Écrins       | 918        | 1973                  |
|  | 10 | Каланки            | Parc national des Calanques    | 520        | 2012                  |